# Internationaal filmfestival van Pusan

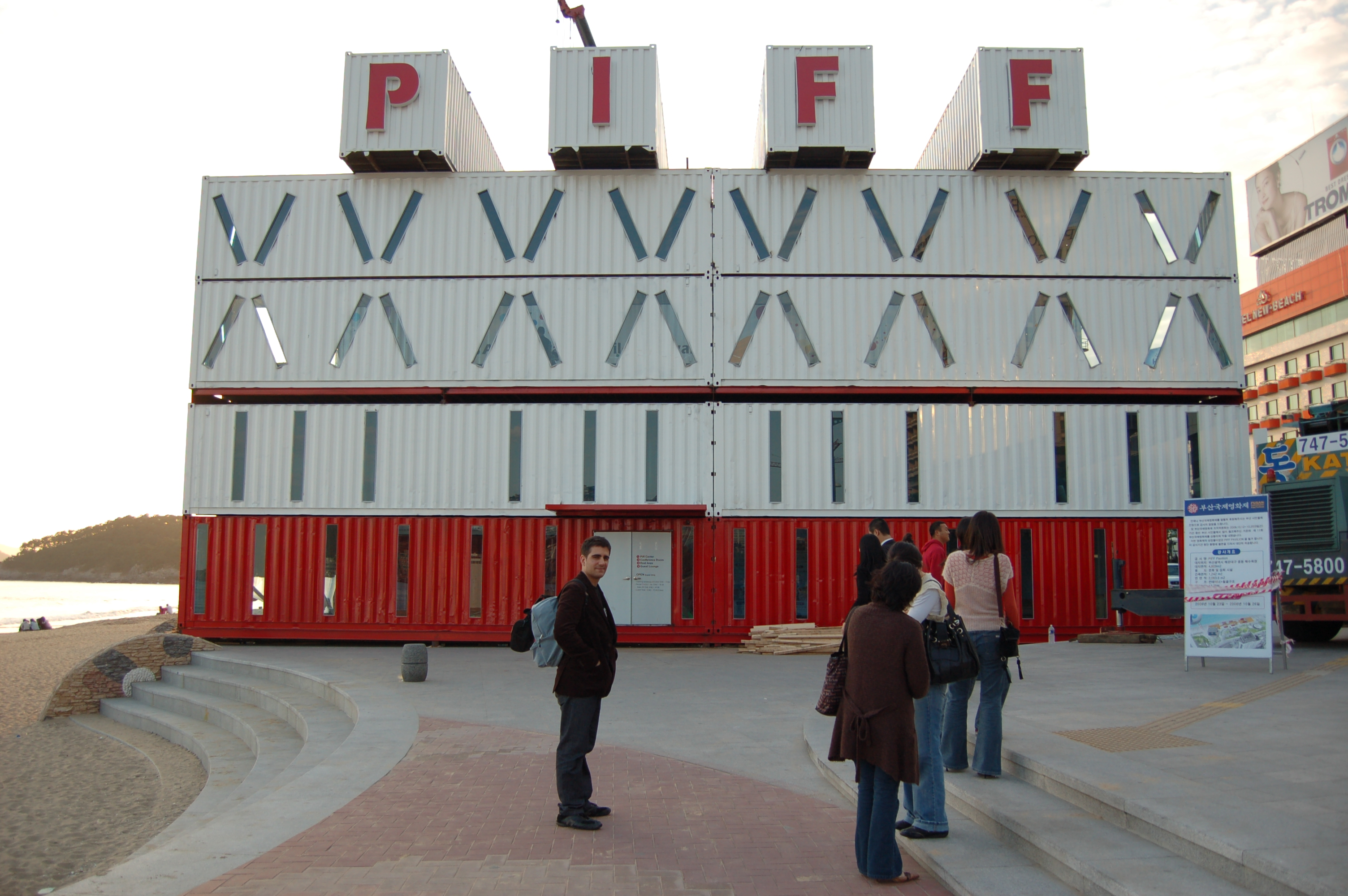
Pusan International Film Festival

Het Internationaal filmfestival van Pusan of Pusan International Film Festival (PIFF, 부산국제영화제, 釜山國際映畵祭), wordt jaarlijks gehouden in Pusan (ook wel Busan), Zuid-Korea. Het is een van de belangrijkste filmfestivals in Azië. De eerste editie werd gehouden van 13 september tot 21 september 1996. Het PIFF richt zich op het introduceren van nieuwe films en films van nieuwe regisseurs.

## Geschiedenis
- 13 september - 21 september, 1996: 173 films uit 31 landen
- 10 oktober - 18 oktober, 1997: 166 films uit 34 landen
- 24 september - 1 oktober, 1998: 211 films uit 41 landen
- 14 oktober - 23 oktober, 1999: 211 films uit 40 landen
- 6 oktober - 14 oktober, 2000: 207 films uit 55 landen
- 9 november - 17 november, 2001: 201 films uit 60 landen
- 11 november - 23 november, 2002: 226 films uit 57 landen
- 2 oktober - 10 oktober, 2003: 243 films uit 61 landen
- 7 oktober - 15 oktober, 2004: 262 films uit 63 landen
- 6 oktober - 14 oktober, 2005: 307 films uit 73 landen
- 12 oktober - 20 oktober, 2006: 245 films uit 63 landen
- 4 oktober - 12 oktober, 2007: 275 films uit 64 landen